# دانيال إدواردز
دانيال إدواردز (بالإنجليزية: Daniel Edwards)‏ هو نحات أمريكي، ولد في 1965.